# Wikariat apostolski Calapan
Wikariat apostolski Calapan (łac. Vicariatus Apostolicus Calapanensis) – rzymskokatolicki wikariat apostolski na Filipinach. Podlega bezpośrednio pod Stolicę Apostolską. Powstał w 1936 jako prefektura apostolska Mindoro. W 1951 ustanowiony wikariatem apostolskim Calapan.

## Główne świątynie
- Katedra: Katedra Dzieciątka Jezus w Calapan

## Prefekci i wikariusze apostolscy
- William Finnemann SVD (1936–1942)
- Henry Ederle SVD (1946–1951)
- Wilhelm Duschak SVD (1951–1973)
- Simeon Valerio SVD (1973–1988)
- Warlito Cajandig (1989–2022)
  - Nestor Adalia (2018–2022 administrator apostolski sede plena, 2022–2023 administrator apostolski)
- Moises Cuevas (od 2023)